# Iambia jansei
Iambia jansei är en fjärilsart som beskrevs av Emilio Berio 1966/67. Iambia jansei ingår i släktet Iambia och familjen nattflyn. Inga underarter finns listade i Catalogue of Life.